# Cré

Cré este o comună în departamentul Sarthe, Franța. În 2009 avea o populație de 805 de locuitori.